# Амарапрасада
Амарапрасада (гінді अमरप्रसाद; д/н — 998) — магараджа Медапати (Мевару) в 993—998 роках. Відомий також як Амбарпрасада.

## Життєпис
Походив з династії Гухілотів. Син Шактікумари. Посів трон 993 року. Зберіг союз з Дгавалою (з побічної гілки Раштракутів), магараджею Гастікунді, та Віґрахараджею II Чаухан, магараджахіраджею Сакамбхарі, спрямований проти Вакпаті II.
Також разом з Віґрахараджею II брав участь у допомозі Джаяпалі, магараджи держави Шахі, у війні проти еміра Себук-Тегіна. Загинув 998 року у битві з Вакпаті II, але в джерелах останньому приписують приналежність до династії Чаухан. З огляду на останнє припускають, що Амарапрасада загинув у протистоянні з Віґрахараджею II. Йому спадкував син Шучіварман.